# Carl Lange (Maler)
Carl Lange, modernisiert auch Karl Lange, (* 18. November 1884 in Penig; † 3. April 1971 in Karl-Marx-Stadt) war ein deutscher Maler, der vor allem durch Historienbilder und Landschaftsansichten bekannt wurde.

## Leben und Werk
Er studierte zu Beginn des 20. Jahrhunderts an der Kunstakademie in Dresden, wo er ein Schüler von Eugen Bracht und Gotthardt Kuehl war. Anschließend hielt er sich für Studienzwecke in München auf. Lange nahm als Soldat am Ersten Weltkrieg teil. Danach arbeitete er als freischaffender Künstler in Penig, wo ihn das Adressbuch 1927 als Kunstmaler in der Leipziger Straße 50 B nennt, und dann in Chemnitz. Dort wohnte er in der heutigen Henriettenstraße 7. Sein Atelier hatte er in der heutigen Hohe Straße 18.
Aus Anlass der Sächsischen Künstlerhilfswoche, 1928 veranstaltet von der Kunsthütte zu Chemnitz im Städtischen Museum, organisierte Lange mit Friedrich Schreiber-Weigand eine Ausstellung aus Privatbesitz. Ferner gestaltete er Illustrationen für Zeitschriften und Hefte wie die Ostdeutschen Monatshefte für Kunst- und Geistesleben.
Lange war Mitglied des Deutschen Künstlerbunds und des Sächsischen Kunstvereins und in der Zeit des Nationalsozialismus der Reichskammer der bildenden Künste, in der er Vertrauensmann des Landesleiters der Reichskammer für die Fachgruppe Maler war.
Er war in dieser Zeit arriviert und an wichtigen Ausstellungen beteiligt. Für das Rathaus von Neustädtel im Erzgebirge schuf er das Großgemälde Bergaufzug in der Neustädtler Bergbaulandschaft. Es wurde 1945 abgenommen.
In der DDR war Lange Mitglied des Verbands Bildender Künstler der DDR. Er lebte zuletzt in Chemnitz bzw. Karl-Marx-Stadt.

## Tafelbilder (Auswahl)
- Der Schmetterlingssammler (Öl; 1937 auf der Großen Deutschen Kunstausstellung)
- Der Gärtner (Öl; 1939 auf der Großen Deutschen Kunstausstellung)
- Schlesische Schmiede (Öl; 1940 auf der Großen Deutschen Kunstausstellung)
- Am Bahnübergang (Öl; 1947 auf der 2. Ausstellung Erzgebirgischer Künstler)[6]
- Selbstbildnis (vor 1948, Öl)[7]
- Laien-Malgruppe (Öl, 1952)[8][9]
- Bildnis P. Kurzbach (Öl; 1952 auf der Mittelsächsischen Kunstausstellung)
- Werkkonzert (Öl, 1952, 110 × 140 cm; auf der Dritten Deutschen Kunstausstellung)[10]
- Elbe bei Schandau (Öl; auf der Fünften Deutschen Kunstausstellung)[11]

## Ausstellungen (unvollständig)

### Einzelausstellungen
- 1965 Chemnitz, Museum am Theaterplatz (mit Rudolf Pleissner)

### Ausstellungsbeteiligungen
- 1916: Dresden, Galerie Ernst Arnold („Zweite Ausstellung Dresdner Künstler die im Heeresdienst stehen“)
- 1935: Chemnitz, König-Albert-Museum (Ausstellung aus Privatbesitz)
- 1937: Chemnitz, König-Albert-Museum („Erzgebirgische Landschaft“)
- 1937 bis 1944: München, alle acht Großen Deutschen Kunstausstellungen
- 1943: Dresden, Brühlsche Terrasse („Kunstausstellung Gau Sachsen“)
- 1946. Dresden, Allgemeine Deutsche Kunstausstellung
- 1947 und 1948: Freiberg (2. und 3. Ausstellung Erzgebirgischer Künstler)[12][13]
- 1948 und 1952: Chemnitz, Schlossberg-Museum, und Glauchau, Stadt- und Heimatmuseum Glauchau („Mittelsächsische Kunstausstellung“)[14]
- 1949 und 1962/1963: Dresden, 2. und Fünfte Deutsche Kunstausstellung

#### Postum
- 1963: Karl-Marx-Stadt, Museum am Theaterplatz („10 Jahre Architektur, bildende Kunst und bildnerisches Volksschaffen in Karl-Marx-Stadt“)[15]